# Eládio António Faculto de Jesus

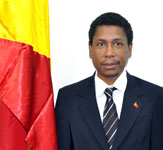
Eládio António Faculto de Jesus

Eládio António Faculto de Jesus (* 17. März 1971 in Dili, Portugiesisch-Timor) ist ein Politiker aus Osttimor. Er ist Mitglied der Partei FRETILIN. Er ist Generalsekretär der Studentenbewegung der FRETILIN, der Organização de Jovens e Estudantes de Timor Leste (OJETIL).
Von 2012 bis 2017 war Jesus Abgeordneter im Nationalparlament Osttimors und hier Mitglied der Kommission für Gesundheit, Bildung, Kultur, Veteranen und Gleichstellung der Geschlechter (Kommission F). Bei den Wahlen 2017 wurde er nicht mehr auf der Wahlliste der FRETILIN aufgestellt.
Im Oktober 2020 gründete er das Forum Komunikasaun Valores Nasaun (F-Kovana). Die Organisation soll die Demokratie in Osttimor stärken.
Jesus ist Träger des Ordem Lorico Asuwain, da er 1991 an der Demonstration gegen die indonesische Besatzung teilnahm, die im Santa-Cruz-Massaker endete.